# Fiat Sedici
Le Fiat Sedici est un SUV du constructeur automobile italien Fiat produit de 2006 à 2014, clone du Suzuki SX4. Il est restylé en 2009, puis en 2012.
En 2015, il a été remplacé par le Fiat 500X.

## Historique
Le Fiat Sedici est le fruit de l'alliance Fiat-Suzuki remontant à 2003. Jumeau du Suzuki SX4, et basée sur la plate-forme de la Suzuki Swift, le Sedici (16 en italien pour 4x4) possède un look plus baroudeur. Son design est le résultat de la collaboration entre Ital Design, Giugiaro et le centre de style Fiat. Mesurant 4,11 m de long, cette voiture à peine plus grande que la Grande Punto, possède une transmission intégrale. Elle est produite dans l'usine hongroise Suzuki de Esztergom.
À l'intérieur, le coup de crayon de la planche de bord est classique mais est néanmoins ergonomique. Le Fiat Sedici est muni de deux moteurs : un essence de 100 ch d'origine Suzuki, et un diesel multijet 120 ch du groupe Fiat muni d'un filtre à particules. Il est garanti 3 ans ou 100 000 km. L'entrée de gamme est proposée à 18 490 euros. 
La Fiat Sedici rencontre un vif succès en Italie, où il se place en tête des ventes de 4x4 au début de sa carrière. Les 30 000 exemplaires prévus pour 2006 se sont trouvés largement insuffisants pour satisfaire la demande, ce qui se traduit par des délais d'attente relativement longs. La cadence de production a donc été rapidement revue à la hausse.
Le Fiat Sedici a bénéficié d'un léger restylage au printemps 2009 agrémenté de nouvelles motorisations.

## Première série

### Motorisations

#### Essence
Suzuki 1,6 litre 16V
- Puissance max. : 107 ch
- Couple max. : 145 N m
- Vitesse max. : 170 km/h
- 0 à 100 km/h : 10,8 s
- Consommation mixte / 100 km : 7,1 l
- Émission CO2 : 173 g/km

#### DieselMultijet
Fiat 1,9 litre 8V 120
- Cylindrée : 1 910 cm3
- Puissance maxi : 120 ch
- Couple maxi : 280 N m
- Vitesse maxi : 180 km/h
- 0 à 100 km/h : 11,2 s
- Consommation mixte / 100 km : 6,6 l
- Émission CO2 : 174 g/km

## Finitions
Dynamic
- 4 airbags
- air conditionné
- ABS avec répartisseur de freinage
- autoradio CD avec 4 HP
- barres de toit longitudinales
- jantes acier 16"
- projecteurs anti-brouillard

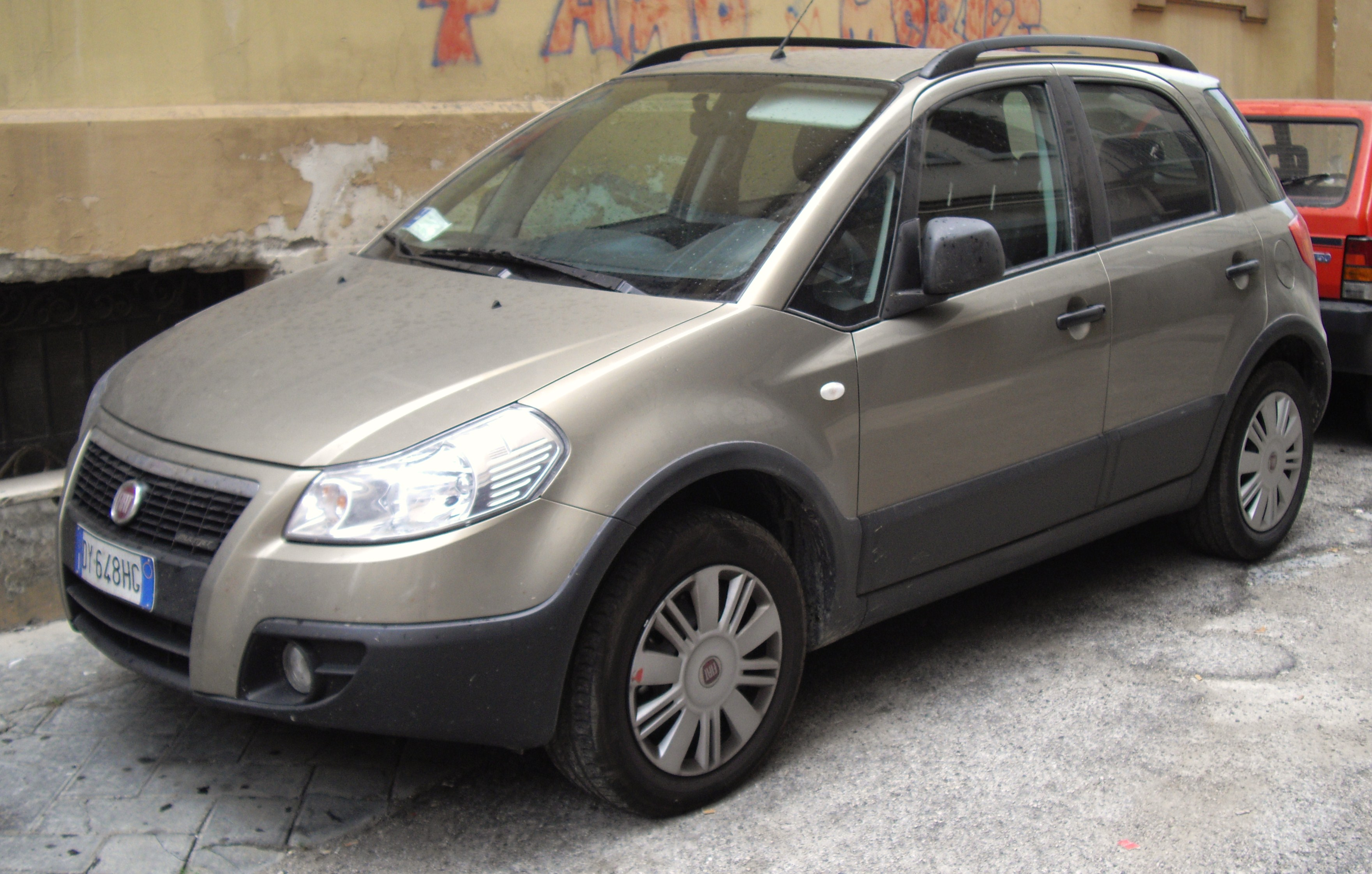
2006-2009

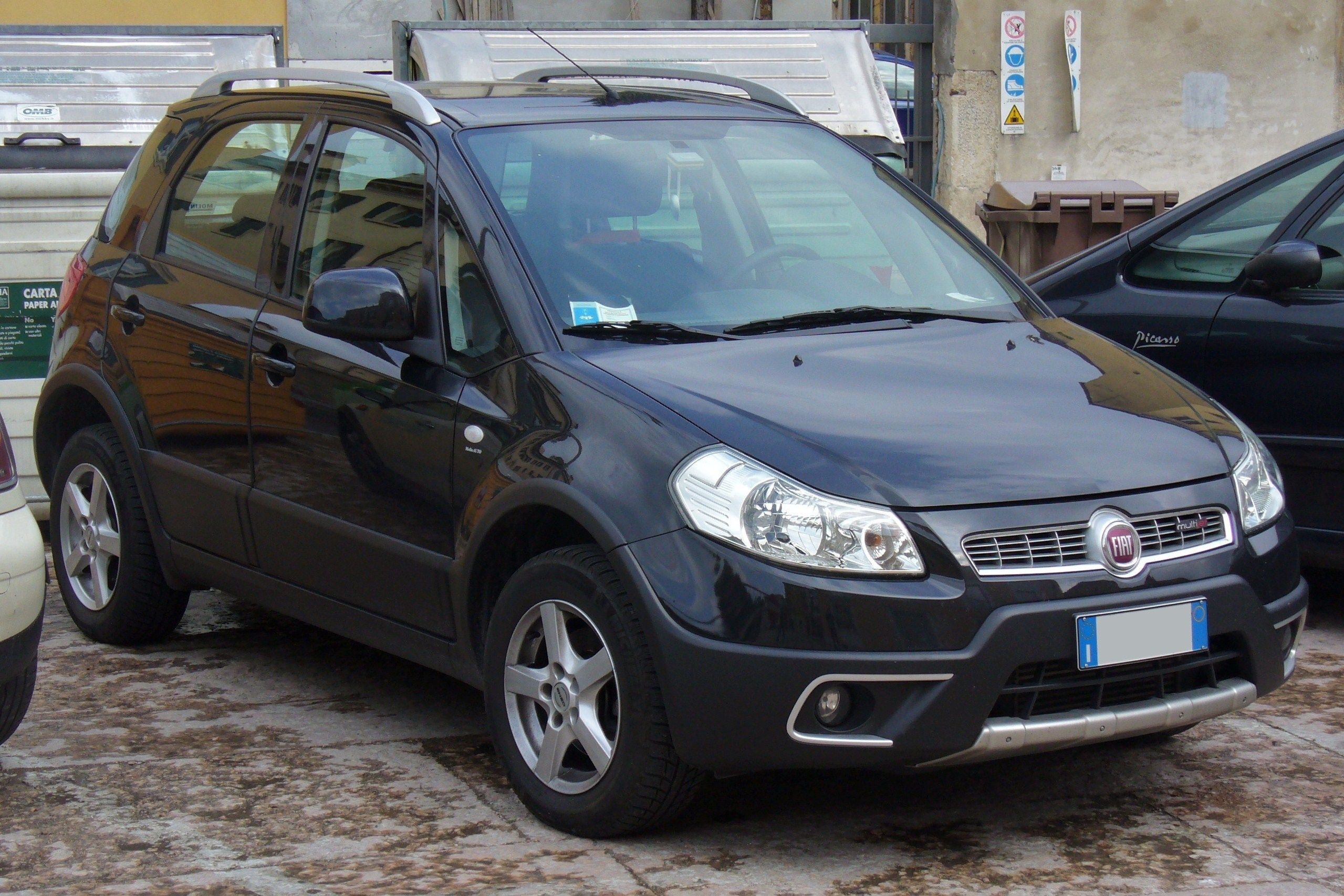
2009-2014

- rétroviseurs extérieurs électriques
- sièges rabattables 2/3-1/3
- transmission intégrale électronique
- vitres électriques avant

Emotion (Dynamic +)
- barre de toit type aluminium
- climatisation automatique
- commande radio au volant
- jantes alliange 16"
- protection de caisse avant et arrière type aluminium
- rétroviseurs et poignées de porte couleur carrosserie
- rétroviseurs électriques et chauffants
- siège conducteur réglable en hauteur
- volant gainé de cuir
- vitres arrière électriques

## Phase 2
Le 29 avril 2009, Fiat lance la phase 2 du Sedici. Le véhicule a subi un très léger restylage extérieur qui lui fait hériter d'une face avant plus proche de celle de la Fiat Bravo. La première série du Fiat Sedici est commercialisée à plus de 75 000 exemplaires.
C'est du côté des motorisations que le changement est plus important. Les deux nouveaux moteurs sont conformes aux futures normes Euro 5. 

### Motorisations

#### Essence
Suzuki 1,6 litre 16V
- Cylindrée : 78 x 83 mm = 1 596 cm3
- Puissance maximale : 120 ch
- Couple maximal : 156 N m à 4 400 tr/min
- Vitesse maximale : 185 km/h (175 km/h avec boite automatique)
- 0 à 100 km/h : 10,7 s
- Consommation mixte / 100 km : 6,2 l
- Émission CO2 : 143 g/km

#### DieselMultijet
Fiat 2 litres 16V 135
- Cylindrée : 83 x 90,4 mm = 1 956 cm3
- Puissance maximale : 135 ch
- Couple maximal : 320 N m à 1 500 tr/min
- Vitesse maximale : 190 km/h (180 km/h avec boîte automatique)
- 0 à 100 km/h : 10,5 s
- Consommation mixte / 100 km : 5,1 l
- Émission CO2 : 134 g/km

## Finitions
Les finitions sont désormais au nombre de 3 : Dynamic, Emotion et Experience. Les équipements reprennent ceux de la première série, seul le niveau supérieur Expérience fournit un habitacle revêtu de cuir et des vitres surteintées en série.

## Transmission intégrale
Ce système a été développé par Suzuki. Il comporte un différentiel central et trois modes de fonctionnement :
- « 4x2 » : le couple est transmis par les roues avant.
- « AUTO » : la répartition du couple entre les trains avant et arrière est pilotée automatiquement, le système transmettant un couple optimal aux roues arrière en fonction de l'adhérence.
- « LOCK » : la répartition du couple est bloquée 50/50 et est actif jusqu'à 60 km/h, pour céder ensuite la place au mode “Auto”.

## Sécurité
Le Fiat Sedici (1re série) a obtenu quatre d'étoiles aux crash-tests Euro NCAP.
- Note totale :
- Chocs frontaux : 69 % de réussite
- Chocs latéraux : 100 % de réussite
- Protection des enfants :
- Protection des piétons :